# Schoenefeldia gracilis
Schoenefeldia gracilis är en gräsart som beskrevs av Carl Sigismund Kunth. Schoenefeldia gracilis ingår i släktet Schoenefeldia och familjen gräs. Inga underarter finns listade i Catalogue of Life.